# Khúc côn cầu trên cỏ tại Đại hội Thể thao Liên châu Mỹ 2019 – Giải đấu Nam
Giải đấu nam khúc côn cầu trên cỏ tại Đại hội Thể thao Liên châu Mỹ 2019 là giải đấu thứ 14 của nội dung thi đấu khúc côn cầu trên cỏ dành cho nam tại Đại hội Thể thao Liên châu Mỹ. Giải đấu diễn ra trong khoảng thời gian 12 ngày bắt đầu từ ngày 30 tháng 7 và kết thúc giải đấu bằng trận chung kết vào ngày 10 tháng 8.
Đội tuyển giành được chiến thắng tại giải đấu này đủ điều kiện tham dự Thế vận hội Mùa hè 2020 ở Tokyo, Nhật Bản.

## Vòng loại
Tổng cộng có tám đội vượt qua vòng loại để tranh tài tại giải đấu. Với tư cách là nước chủ nhà, Peru tự động vượt qua vòng loại và tham dự giải đấu. Hai đội đứng đầu tại Đại hội Thể thao Trung Mỹ và Caribe 2018 và Đại hội Thể thao Nam Mỹ 2018 cũng vượt qua vòng loại. Hai đội đứng đầu chưa đủ điều kiện tham dự Cúp Liên châu Mỹ 2017 (sau khi tính đến kết quả của hai giải đấu trên) cũng vượt qua vòng loại. Nếu Canada và/hoặc Hoa Kỳ vẫn chưa vượt qua vòng loại, trận đấu loại trực tiếp giữa hai quốc gia và đội xếp thứ ba tại Cúp Liên châu Mỹ sẽ diễn ra. Nếu cả hai quốc gia đều vượt qua vòng loại, trận đấu loại trực tiếp sẽ không còn cần thiết và đội xếp thứ ba tại mỗi Cúp Liên châu Mỹ sẽ vượt qua vòng loại. Liên đoàn Khúc côn cầu Liên châu Mỹ (PAHF) đã chính thức công bố các đội vượt qua vòng loại vào ngày 10 tháng 9 năm 2018.

### Các đội vượt qua vòng loại
| Giải đấu vòng loại                       | Ngày diễn ra           | Địa điểm     | Số suất tham dự | Các đội tuyển vượt qua vòng loại     |
| ---------------------------------------- | ---------------------- | ------------ | --------------- | ------------------------------------ |
| Quốc gia chủ nhà                         | —                      | —            | 1               | Perú                                 |
| Đại hội Thể thao Nam Mỹ 2018             | 29 tháng 5 – 6 tháng 6 | Cochabamba   | 2               | Argentina · Chile                    |
| Đại hội Thể thao Trung Mỹ và Caribe 2018 | 21–29 tháng 7          | Barranquilla | 2               | Cuba · México                        |
| Cúp Liên châu Mỹ Nam 2017                | 4–12 tháng 8           | Lancaster    | 3               | Canada · Hoa Kỳ · Trinidad và Tobago |
| Tổng cộng                                |                        |              | 8               |                                      |

- Trận đấu loại trực tiếp là không cần thiết vì Canada và Hoa Kỳ là hai đội đứng đầu đủ điều kiện tham dự Cúp Liên châu Mỹ Nam 2017.

## Kết quả
Lịch trình thi đấu chính thức được công bố vào ngày 10 tháng 1 năm 2019.
Tất cả thời gian đều là giờ địa phương (UTC−5).

### Vòng sơ loại

#### Bảng A
| VT | Đội                | ST | T | H | B | BT | BB | HS  | Đ | Giành quyền tham dự |
| -- | ------------------ | -- | - | - | - | -- | -- | --- | - | ------------------- |
| 1  | Argentina          | 3  | 3 | 0 | 0 | 20 | 1  | +19 | 9 | Tứ kết              |
| 2  | Chile              | 3  | 2 | 0 | 1 | 7  | 5  | +2  | 6 | Tứ kết              |
| 3  | Cuba               | 3  | 1 | 0 | 2 | 3  | 15 | −12 | 3 | Tứ kết              |
| 4  | Trinidad và Tobago | 3  | 0 | 0 | 3 | 2  | 11 | −9  | 0 | Tứ kết              |

| 30 tháng 7 năm 2019 10:00 |

| Argentina                                             | 5–1     | Chile       |
| ----------------------------------------------------- | ------- | ----------- |
| Tolini 4', 5' · Ferreiro 8' · Martínez 26' · Vila 30' | Báo cáo | Becerra 31' |

| Trọng tài: Peter Wright (RSA) Gus Soteriades (USA) |

| 30 tháng 7 năm 2019 12:00 |

| Trinidad và Tobago      | 2–3     | Cuba                              |
| ----------------------- | ------- | --------------------------------- |
| Browne 19' · Pierre 48' | Báo cáo | Consuegra 22', 50' · Aguliera 51' |

| Trọng tài: Tyler Klenk (CAN) Benjamin Peters (USA) |

| 1 tháng 8 năm 2019 14:00 |

| Chile                                          | 4–0     | Cuba |
| ---------------------------------------------- | ------- | ---- |
| Becerra 14', 17' · Richter 36' · Fer. Renz 60' | Báo cáo |      |

| Trọng tài: Gus Soteriades (USA) Jonathan Altamirano (MEX) |

| 1 tháng 8 năm 2019 16:00 |

| Trinidad và Tobago | 0–6     | Argentina                                                                |
| ------------------ | ------- | ------------------------------------------------------------------------ |
|                    | Báo cáo | Tolini 3' · Mazzilli 25', 45' · Paredes 29' · Casella 41' · Martínez 49' |

| Trọng tài: Deepak Joshi (IND) Rodrigo Rivadeneira (PER) |

| 3 tháng 8 năm 2019 10:00 |

| Chile                       | 2–0     | Trinidad và Tobago |
| --------------------------- | ------- | ------------------ |
| Rodriguez 15' · Amoroso 37' | Báo cáo |                    |

| Trọng tài: Tyler Klenk (CAN) Jonathan Altamirano (MEX) |

| 3 tháng 8 năm 2019 14:00 |

| Argentina                                                                                          | 9–0     | Cuba |
| -------------------------------------------------------------------------------------------------- | ------- | ---- |
| Tolini 11', 46' · Martínez 15', 42' · Fernandez 40' · Mazzilli 51' · Keenan 53' · Casella 53', 58' | Báo cáo |      |

| Trọng tài: Gus Soteriades (USA) Benjamin Peters {USA} |

#### Bảng B
| VT | Đội      | ST | T | H | B | BT | BB | HS  | Đ | Giành quyền tham dự |
| -- | -------- | -- | - | - | - | -- | -- | --- | - | ------------------- |
| 1  | Canada   | 3  | 3 | 0 | 0 | 23 | 2  | +21 | 9 | Tứ kết              |
| 2  | Hoa Kỳ   | 3  | 2 | 0 | 1 | 21 | 5  | +16 | 6 | Tứ kết              |
| 3  | México   | 3  | 1 | 0 | 2 | 10 | 12 | −2  | 3 | Tứ kết              |
| 4  | Perú (H) | 3  | 0 | 0 | 3 | 3  | 38 | −35 | 0 | Tứ kết              |

| 30 tháng 7 năm 2019 14:00 |

| Canada                                              | 5–1     | México      |
| --------------------------------------------------- | ------- | ----------- |
| Scholfield 7', 39' · Pearson 28', 30' · Pereira 54' | Báo cáo | Aguilar 34' |

| Trọng tài: Frederico Silva (ARG) Hugo Romero (PAR) |

| 30 tháng 7 năm 2019 16:00 |

| Hoa Kỳ | 16–0    | Perú |
| --- | ------- | ---- |
| K. Kaeppler 2', 51' · Harris 2' · Huisman 3', 10', 11', 47', 55' · Cicchi 6', 26' · Montilla 7', 39' · Singh 31', 45' · Orozco 47' · Barratt 49' | Báo cáo |      |

| Trọng tài: Deepak Joshi (IND) Reinier Diaz (CUB) |

| 1 tháng 8 năm 2019 10:00 |

| México                                                                            | 8–2     | Perú                             |
| --------------------------------------------------------------------------------- | ------- | -------------------------------- |
| Sosa 3', 54' · Aguilar 30+', 33' · Villegas 41', 57' · Sandoval 54' · Estrada 60' | Báo cáo | Vilakivi 49' · Dias Espinosa 55' |

| Trọng tài: Reinier Diaz (CUB) Hugo Romero (PAR) |

| 1 tháng 8 năm 2019 12:00 |

| Hoa Kỳ | 0–4     | Canada                                           |
| ------ | ------- | ------------------------------------------------ |
|        | Báo cáo | Johnston 5', 11' · Pearson 18' · Kirkpatrick 38' |

| Trọng tài: Peter Wright (RSA) Federico Silva (ARG) |

| 3 tháng 8 năm 2019 12:00 |

| México       | 1–5     | Hoa Kỳ                                                         |
| ------------ | ------- | -------------------------------------------------------------- |
| Terminel 41' | Báo cáo | Montilla 26', 55' · Sundeen 41' · Harris 43' · A. Kaeppler 54' |

| Trọng tài: Peter Wright (RSA) Reinier Diaz (CUB) |

| 3 tháng 8 năm 2019 16:00 |

| Canada | 14–1    | Perú             |
| --- | ------- | ---------------- |
| I. Smythe 3' · Johnston 4' · Wallace 4', 36' · Tupper 14', 57' · Panesar 22' · Pereira 26', 55' · Scholfield 27', 41', 44' · Pearson 33', 42' | Báo cáo | Diaz Espinosa 8' |

| Trọng tài: Deepak Joshi (IND) Federico Silva (ARG) |

### Vòng phân loại

#### Sơ đồ
|  | Tứ kết             | Tứ kết    |            |   | Bán kết               | Bán kết               |  |  | Tranh huy chương vàng | Tranh huy chương vàng |
|  |                    |           |            |   |                       |                       |  |  |                       |                       |
|  | 5 tháng 8          |           |            |   |                       |                       |  |  |                       |                       |
|  |                    |           |            |   |                       |                       |  |  |                       |                       |
|  | Argentina          | 14        |            |   |                       |                       |  |  |                       |                       |
|  | Argentina          | 14        | 8 tháng 8  |   |                       |                       |  |  |                       |                       |
|  | Perú               | 1         |            |   |                       |                       |  |  |                       |                       |
|  | Perú               | 1         | Argentina  | 5 |                       |                       |  |  |                       |                       |
|  | 5 tháng 8          |           | Argentina  | 5 |                       |                       |  |  |                       |                       |
|  |                    | Hoa Kỳ    | 0          |   |                       |                       |  |  |                       |                       |
|  | Cuba               | Hoa Kỳ    | 0          | 1 |                       |                       |  |  |                       |                       |
|  | Cuba               |           | 10 tháng 8 | 1 |                       |                       |  |  |                       |                       |
|  | Hoa Kỳ             | 5         |            |   |                       |                       |  |  |                       |                       |
|  | Hoa Kỳ             | 5         | Argentina  | 5 |                       |                       |  |  |                       |                       |
|  | 5 tháng 8          |           | Argentina  | 5 |                       |                       |  |  |                       |                       |
|  |                    | Canada    | 2          |   |                       |                       |  |  |                       |                       |
|  | Chile              | Canada    | 2          | 2 |                       |                       |  |  |                       |                       |
|  | Chile              | 8 tháng 8 |            | 2 |                       |                       |  |  |                       |                       |
|  | México             | 0         |            |   |                       |                       |  |  |                       |                       |
|  | México             | 0         | Chile      | 2 |                       |                       |  |  |                       |                       |
|  | 5 tháng 8          |           | Chile      | 2 |                       |                       |  |  |                       |                       |
|  |                    | Canada    | 3          |   | Tranh huy chương đồng | Tranh huy chương đồng |  |  |                       |                       |
|  | Trinidad và Tobago | Canada    | 3          | 1 | Tranh huy chương đồng | Tranh huy chương đồng |  |  |                       |                       |
|  | Trinidad và Tobago |           | 10 tháng 8 | 1 |                       |                       |  |  |                       |                       |
|  | Canada             | 5         |            |   |                       |                       |  |  |                       |                       |
|  | Canada             | 5         | Hoa Kỳ     | 2 |                       |                       |  |  |                       |                       |
|  |                    |           |            |   |                       |                       |  |  |                       |                       |
|  | Chile              | 1         |            |   |                       |                       |  |  |                       |                       |
|  | Chile              | 1         |            |   |                       |                       |  |  |                       |                       |

#### Tứ kết
| 5 tháng 8 năm 2019 13:30 |

| Argentina | 14–1    | Perú              |
| --- | ------- | ----------------- |
| Tolini 2', 35', 57' · Rey 6' · Ferreiro 13', 60' · Martínez 19' · Paredes 20', 49' · Casella 21', 25', 39', 43', 47' | Báo cáo | Diaz Espinosa 30' |

| Trọng tài: Jonathan Altamirano (MEX) Benjamin Peters (USA) |

| 5 tháng 8 năm 2019 15:45 |

| Chile                       | 2–0     | México |
| --------------------------- | ------- | ------ |
| Fel. Renz 22' · Richter 54' | Báo cáo |        |

| Trọng tài: Peter Wright (RSA) Hugo Romero (PAR) |

| 5 tháng 8 năm 2019 18:00 |

| Cuba          | 1–5     | Hoa Kỳ                                                      |
| ------------- | ------- | ----------------------------------------------------------- |
| Consuegra 38' | Báo cáo | Harris 36' · A. Kaeppler 40' · Huisman 41', 51' · Singh 51' |

| Trọng tài: Tyler Klenk (CAN) Federico Silva (ARG) |

| 5 tháng 8 năm 2019 20:15 |

| Trinidad và Tobago | 1–5     | Canada                                                     |
| ------------------ | ------- | ---------------------------------------------------------- |
| Browne 6'          | Báo cáo | I. Smythe 2' · Pearson 10' · Bissett 47' · Tupper 49', 56' |

| Trọng tài: Deepak Joshi (IND) Gus Soteriades (USA) |

#### Phân loại thứ hạng năm đến tám
|  | Cross-overs        | Cross-overs        |               |   | Fifth place | Fifth place |
|  |                    |                    |               |   |             |             |
|  | 8 August           |                    |               |   |             |             |
|  |                    |                    |               |   |             |             |
|  | Perú               | 0                  |               |   |             |             |
|  | Perú               | 0                  | 10 August     |   |             |             |
|  | Cuba               | 7                  |               |   |             |             |
|  | Cuba               | 7                  | Cuba          | 1 |             |             |
|  | 8 August           |                    | Cuba          | 1 |             |             |
|  |                    | Trinidad và Tobago | 2             |   |             |             |
|  | México             | Trinidad và Tobago | 2             | 0 |             |             |
|  | México             |                    |               | 0 |             |             |
|  | Trinidad và Tobago | 3                  |               |   |             |             |
|  | Trinidad và Tobago | 3                  | Seventh place |   |             |             |
|  |                    |                    |               |   |             |             |
|  | 10 August          |                    |               |   |             |             |
|  |                    |                    |               |   |             |             |
|  | Perú               | 0                  |               |   |             |             |
|  | Perú               | 0                  |               |   |             |             |
|  | México             | 6                  |               |   |             |             |

##### Cross-overs
| 8 tháng 8 năm 2019 09:30 |

| Perú | 0–7     | Cuba                                                                                      |
| ---- | ------- | ----------------------------------------------------------------------------------------- |
|      | Báo cáo | Lopez 27' · Aguilera 38' · Somonte 44' · Consuegra 48', 54' · Tratzant 50' · Calderon 53' |

| Trọng tài: Peter Wright (RSA) Jonathan Altamiano (MEX) |

| 8 tháng 8 năm 2019 11:45 |

| México | 0–3     | Trinidad và Tobago                     |
| ------ | ------- | -------------------------------------- |
|        | Báo cáo | Te. Marcano 43', 47' · Ta. Marcano 47' |

| Trọng tài: Benjamin Peters (USA) Reinier Diaz (CUB) |

##### Thứ hạng bảy và tám
| 10 tháng 8 năm 2019 09:30 |

| Perú | 0–6     | México                                                            |
| ---- | ------- | ----------------------------------------------------------------- |
|      | Báo cáo | Mendez 21', 22', 51' · Castillo 30' · Aguilar 49' · Hernández 58' |

| Trọng tài: Benjamin Peters (USA) Reinier Diaz (CUB) |

##### Thứ hạng năm và sáu
| 10 tháng 8 năm 2019 11:45 |

| Cuba         | 1–2     | Trinidad và Tobago          |
| ------------ | ------- | --------------------------- |
| Calderon 22' | Báo cáo | James 10' · Te. Mercano 17' |

| Trọng tài: Deepak Joshi (IND) Hugo Romero (PAR) |

#### Bán kết
| 8 tháng 8 năm 2019 15:00 |

| Argentina                                                         | 5–0     | Hoa Kỳ |
| ----------------------------------------------------------------- | ------- | ------ |
| Paredes 5' · Vila 14' · Mazzilli 20' · Casella 45' · Martínez 59' | Báo cáo |        |

| Trọng tài: Tyler Klenk (CAN) Hugo Romero (PAR) |

| 8 tháng 8 năm 2019 17:15 |

| Chile              | 2–3     | Canada                         |
| ------------------ | ------- | ------------------------------ |
| Rodriguez 23', 54' | Báo cáo | Tupper 19', 55' · Johnston 43' |

| Trọng tài: Deepak Joshi (IND) Gus Soteriades (USA) |

#### Tranh huy chương đồng
| 10 tháng 8 năm 2019 15:00 |

| Hoa Kỳ                       | 2–1     | Chile    |
| ---------------------------- | ------- | -------- |
| Huisman 2' · A. Kaeppler 38' | Báo cáo | Renz 50' |

| Trọng tài: Federico Silva (ARG) Tyler Klenk (CAN) |

#### Tranh huy chương vàng
| 10 tháng 8 năm 2019 17:15 |

| Argentina                                                   | 5–2     | Canada                    |
| ----------------------------------------------------------- | ------- | ------------------------- |
| Tolini 17', 19' · Ferreiro 27' · Casella 40' · Martínez 53' | Báo cáo | Tupper 16' · Johnston 60' |

| Trọng tài: Peter Wright (RSA) Gus Soteriades (USA) |

## Thống kê

### Bảng xếp hạng cuối cùng
| VT | Đội                | Giành quyền tham dự     |
| -- | ------------------ | ----------------------- |
| 1  | Argentina          | Thế vận hội Mùa hè 2020 |
| 2  | Canada             |                         |
| 3  | Hoa Kỳ             |                         |
| 4  | Chile              |                         |
| 5  | Trinidad và Tobago |                         |
| 6  | Cuba               |                         |
| 7  | México             |                         |
| 8  | Perú (H)           |                         |

### Cầu thủ ghi bàn
Đã có 157 bàn thắng ghi được trong 24 trận đấu, trung bình 6.54 bàn thắng mỗi trận đấu.
10 bàn thắng
- Maico Casella
- Leandro Tolini

8 bàn thắng
- Deegan Huisman

7 bàn thắng
- Lucas Martínez
- Scott Tupper

6 bàn thắng
- Mark Pearson

5 bàn thắng
- Gordon Johnston
- Oliver Scholfield
- Aki Kaeppler

4 bàn thắng
- Martín Ferreiro
- Agustín Mazzilli
- Matías Paredes
- Carlos Consuegra
- Francisco Aguilar
- Alberto Montilla

3 bàn thắng
- Keegan Pereira
- Martin Rodriguez
- Alejandro Mendez
- Rodrigo Diaz Espinosa
- Teague Marcano
- Pat Harris
- Paul Singh

2 bàn thắng
- Lucas Vila
- Iain Smythe
- James Wallace
- Felipe Renz
- Nicolas Renz
- Sven Richter
- Roger Aguliera
- Iraidys Calderon
- Juan Sosa
- Luis Villegas
- Sean Cicchi
- Kwan Browne

1 bàn thắng
- Federico Fernández
- Nicolás Keenan
- Matías Rey
- Brenden Bissett
- James Kirkpatrick
- Sukhi Panesar
- Juan Amoroso
- Franco Becerra
- Fernando Renz
- Juan Lopez
- Wilfredo Sanchez
- Richard Somonte
- Maikel Tritzant
- Daniel Castillo
- Jorge Estrada
- Erik Hernández
- Alexander Sandoval
- David Terminel
- Johannes Vilakivi
- Marcus James
- Tariq Marcano
- Mickel Pierre
- Tom Barratt
- Jonathan Orozco
- Tyler Sundeen

Nguồn: FIH